# 津幡町立笠野小学校
津幡町立笠野小学校（つばたちょうりつ かさのしょうがっこう）は、石川県河北郡津幡町にある公立小学校。

## 沿革
津幡町立笠野小学校学校情報より

### 旧笠野小学校
- 1871年 - 七黒小学校として創立される
- 1874年2月 - 鳥屋尾小学校が七黒小学校より分離・創立される
- 1876年11月 - 七黒・鳥屋尾両校が統合し、笠野小学校となる
- 1903年4月 - 笠野尋常高等小学校と改称
- 1941年4月 - 国民学校令施行により笠野国民学校と改称
- 1947年4月 - 学校教育法施行により笠谷村立笠野小学校と改称
- 1954年4月 - 津幡町立笠野小学校と改称
- 1967年12月 - 校歌制定

### 吉倉小学校
- 1874年2月 - 吉倉小学校創される
- 1883年6月 -  笠野小学校吉倉分校、市谷分校となる
- 1903年4月 - 吉倉尋常小学校と改称
- 1907年6月 - 笠谷村立吉倉尋常小学校と改称
- 1941年4月 - 国民学校令施行により吉倉国民学校と改称
- 1947年4月 - 学校教育法施行により笠谷村立吉倉小学校と改称
- 1954年4月 - 津幡町立吉倉小学校と改称
- 1959年12月 - 校歌制定
- 1966年9月 -  市谷の一部を笠野小学校の通学区域に変更
- 1974年10月 - 校旗樹立

### 笠野小学校
- 1981年4月 - 旧津幡町立笠野小学校と津幡町立吉倉小学校と統合し、津幡町立笠野小学校が開校